# Suwnica pomostowa

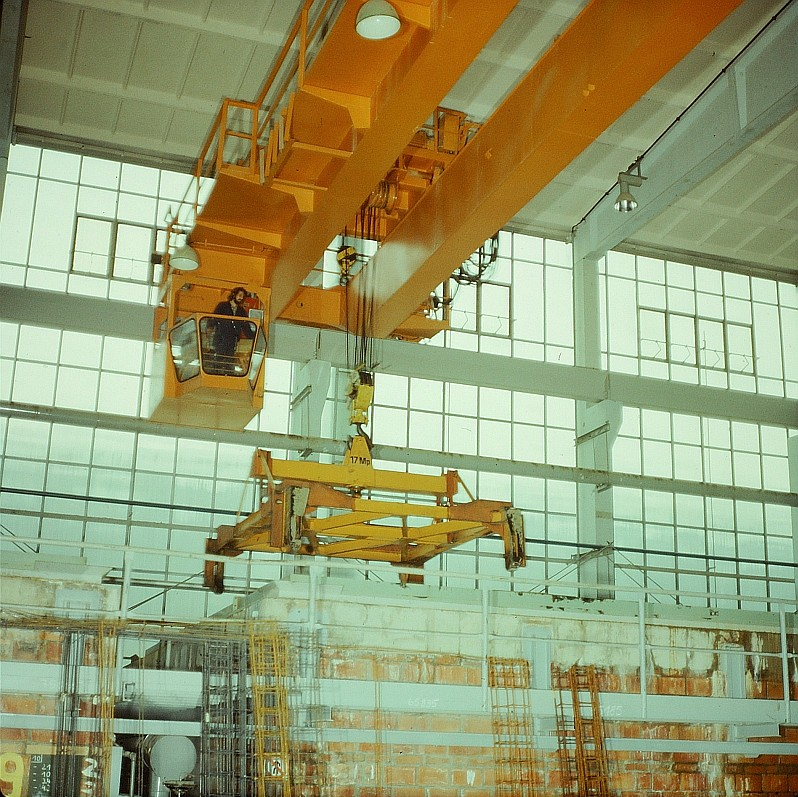

Suwnica pomostowa – suwnica najczęściej instalowana wewnątrz hal przemysłowych. Suwnica składa się z kratownicowego lub pełnościennego mostu składającego się z belek głównych, czołownic oraz czasami pomostu obsługowego, toczącego się po szynach zainstalowanych na belkach podsuwnicowych opartych na wspornikach słupów konstrukcji nośnej hali. Po belkach głównych mostu suwnicy przesuwa się wciągnik co umożliwia podnoszenie ciężarów w dowolnym miejscu hali. Większe suwnice wyposażone są w kabinę operatora instalowaną w środku rozpiętości mostu lub przy jednej z belek podsuwnicowych. Małe suwnice mogą być sterowane zdalnie - przewodowo lub bezprzewodowo.
Suwnica posiada zwykle kilka napędów: ruchu mostu w kierunku podłużnym, ruchu wciągnika w kierunku poprzecznym oraz podnoszenia zawiesia w kierunku pionowym.